# Miopericitoma
Miopericitoma é um tipo de tumor classificado pela ciência na década de 1990. De difícil diagnóstico, pode ser confundido por vários outros tipos tumorais, a exemplo do hemangioma. É tido como tumor benigno, embora alguns registos mostrem que este tipo de tumor pode malignizar, através de metástases a distância. Os registros de casos desse tipo de tumor pelo mundo são raros, assim como o prognóstico torna-se complicado, haja vista que o protocolo de tratamento, caso não seja possível operar para retirar toda a massa tumoral, pode trazer grandes transtornos para o paciente. Há um registro de um caso no Estado da Paraíba,nordeste brasileiro, de um paciente homem branco, 30 anos, acometido por um miopericitoma na coluna cervical. O tratamento cirúrgico incluiu também radioterapia e quimioterapia. Isso mostra as contradições e as incertezas de um tipo de tumor que se mostra benigno, mas com características de malignidade.